# Campionati del mondo di ciclismo su pista 2015
I Campionati del mondo di ciclismo su pista 2015 si svolsero a Saint-Quentin-en-Yvelines, in Francia, dal 18 al 22 febbraio, all'interno del velodromo di Saint-Quentin-en-Yvelines.
Furono 19 le gare in programma, di cui 10 maschili e 9 femminili.

## Eventi
Orari locali, UTC+1.
Mercoledì 18 febbraio
- 19:00-22:05
  - Corsa a punti femminile
  - Velocità a squadre femminile
  - Velocità a squadre maschile

Giovedì 19 febbraio
- 19:00-22:25
  - 500 metri a cronometro femminile
  - Inseguimento a squadre femminile
  - Keirin maschile
  - Scratch maschile
  - Inseguimento a squadre maschile

Venerdì 20 febbraio
- 19:00-22:30
  - Chilometro a cronometro maschile
  - Corsa a punti maschile
  - Inseguimento individuale femminile

Sabato 21 febbraio
- 19:00-22:10
  - Scratch femminile
  - Omnium maschile
  - Inseguimento individuale maschile
  - Velocità femminile

Domenica 22 febbraio
- 14:00-17:15
  - Omnium femminile
  - Keirin femminile
  - Americana
  - Velocità maschile

## Partecipanti
Partecipano ai campionati 383 ciclisti in rappresentanza di 36 federazioni affiliate all'Unione Ciclistica Internazionale. La più numerosa è la rappresentanza russa, con 27 atleti.
- Argentina (6)
- Australia (20)
- Austria (2)
- Belgio (10)
- Bielorussia (12)
- Brasile (4)
- Canada (13)
- Cina (21)
- Colombia (14)

- Corea del Sud (4)
- Cuba (6)
- Danimarca (6)
- Francia (21)
- Germania (21)
- Giappone (13)
- Gran Bretagna (20)
- Grecia (2)
- Hong Kong (11)

- Irlanda (9)
- Italia (20)
- Lituania (4)
- Malaysia (3)
- Messico (4)
- Nuova Zelanda (18)
- Paesi Bassi (13)
- Polonia (14)
- Portogallo (3)

- Rep. Ceca (9)
- Russia (27)
- Slovacchia (1)
- Spagna (15)
- Stati Uniti (14)
- Sudafrica (3)
- Svizzera (7)
- Ucraina (8)
- Venezuela (5)

## Medagliere
| Pos.   | Nazione       | Oro | Argento | Bronzo | Totale |
| ------ | ------------- | --- | ------- | ------ | ------ |
| 1      | Francia       | 5   | 0       | 2      | 7      |
| 2      | Australia     | 4   | 4       | 3      | 11     |
| 3      | Germania      | 3   | 1       | 3      | 7      |
| 4      | Russia        | 2   | 2       | 0      | 4      |
| 5      | Nuova Zelanda | 1   | 2       | 1      | 4      |
| 5      | Paesi Bassi   | 1   | 2       | 1      | 4      |
| 7      | Cina          | 1   | 0       | 1      | 2      |
| 8      | Colombia      | 1   | 0       | 0      | 1      |
| 8      | Svizzera      | 1   | 0       | 0      | 1      |
| 10     | Gran Bretagna | 0   | 3       | 0      | 3      |
| 11     | Spagna        | 0   | 2       | 0      | 2      |
| 12     | Stati Uniti   | 0   | 1       | 2      | 3      |
| 13     | Italia        | 0   | 1       | 1      | 2      |
| 14     | Giappone      | 0   | 1       | 0      | 1      |
| 15     | Canada        | 0   | 0       | 2      | 2      |
| 16     | Belgio        | 0   | 0       | 1      | 1      |
| 16     | Cuba          | 0   | 0       | 1      | 1      |
| 16     | Malaysia      | 0   | 0       | 1      | 1      |
| Totale | Totale        | 19  | 19      | 19     | 57     |

## Podi
| Eventi                            | Oro                                                                         | Prestazione   | Argento                                                                | Prestazione | Bronzo                                                                 | Prestazione |
| Uomini                            |                                                                             |               |                                                                        |             |                                                                        |             |
| Velocità dettagli                 | Grégory Baugé Francia                                                       |               | Denis Dmitriev Russia                                                  |             | Quentin Lafargue Francia                                               |             |
| Chilometro da fermo dettagli      | François Pervis Francia                                                     | 1'00"207      | Joachim Eilers Germania                                                | 1'00"294    | Matthew Archibald Nuova Zelanda                                        | 1'00"470    |
| Inseguimento individuale dettagli | Stefan Küng Svizzera                                                        | 4'18"915      | Jack Bobridge Australia                                                | 4'19"184    | Julien Morice Francia                                                  | 4'21"419    |
| Inseguimento a squadre dettagli   | Nuova Zelanda Pieter Bulling Alex Frame Regan Gough Dylan Kennett Marc Ryan | 3'54"088      | Gran Bretagna Steven Burke Ed Clancy Owain Doull Andrew Tennant        | 3'54"687    | Australia Jack Bobridge Luke Davison Alexander Edmondson Miles Scotson |             |
| Velocità a squadre dettagli       | Francia Grégory Baugé Michaël D'Almeida Kévin Sireau                        | 43"136        | Nuova Zelanda Edward Dawkins Ethan Mitchell Sam Webster                | DSQ         | Germania Joachim Eilers René Enders Robert Förstemann                  | 43"339      |
| Keirin dettagli                   | François Pervis Francia                                                     |               | Edward Dawkins Nuova Zelanda                                           | a 0"085     | Azizulhasni Awang Malaysia                                             | a 0"229     |
| Scratch dettagli                  | Lucas Liß Germania                                                          |               | Albert Torres Spagna                                                   |             | Bobby Lea Stati Uniti                                                  |             |
| Corsa a punti dettagli            | Artur Eršov Russia                                                          | 31 p.ti       | Eloy Teruel Spagna                                                     | 30 p.ti     | Maximilian Beyer Germania                                              | 29 p.ti     |
| Americana dettagli                | Francia Bryan Coquard Morgan Kneisky                                        | 21 p.ti       | Italia Liam Bertazzo Elia Viviani                                      | 20 p.ti     | Belgio Jasper De Buyst Otto Vergaerde                                  | 15 p.ti     |
| Omnium dettagli                   | Fernando Gaviria Colombia                                                   | 205 p.ti      | Glenn O'Shea Australia                                                 | 190 p.ti    | Elia Viviani Italia                                                    | 181 p.ti    |
| Donne                             |                                                                             |               |                                                                        |             |                                                                        |             |
| Velocità dettagli                 | Kristina Vogel Germania                                                     |               | Elis Ligtlee Paesi Bassi                                               |             | Zhong Tianshi Cina                                                     |             |
| 500 m da fermo dettagli           | Anastasija Vojnova Russia                                                   | 33"149        | Anna Meares Australia                                                  | 33"425      | Miriam Welte Germania                                                  | 33"699      |
| Inseguimento individuale dettagli | Rebecca Wiasak Australia                                                    | 3'30"305      | Jennifer Valente Stati Uniti                                           | 3'33"867    | Amy Cure Australia                                                     | 3'32"907    |
| Inseguimento a squadre dettagli   | Australia Ashlee Ankudinoff Amy Cure Annette Edmondson Melissa Hoskins      | 4'13"683 (WR) | Gran Bretagna Katie Archibald Elinor Barker Joanna Rowsell Laura Trott | 4'16"702    | Canada Allison Beveridge Jasmin Glaesser Kirsti Lay Stephanie Roorda   | 4'17"864    |
| Velocità a squadre dettagli       | Cina Gong Jinjie Zhong Tianshi                                              | 32"034 (WR)   | Russia Dar'ja Šmelëva Anastasija Vojnova                               | 32"438      | Australia Kaarle McCulloch Anna Meares                                 | 32"723      |
| Keirin dettagli                   | Anna Meares Australia                                                       |               | Shanne Braspennincx Paesi Bassi                                        | a 0"064     | Lisandra Guerra Cuba                                                   | a 0"219     |
| Scratch dettagli                  | Kirsten Wild Paesi Bassi                                                    |               | Amy Cure Australia                                                     |             | Allison Beveridge Canada                                               |             |
| Corsa a punti dettagli            | Stephanie Pohl Germania                                                     | 38 p.ti       | Minami Uwano Giappone                                                  | 28 p.ti     | Kimberly Geist Stati Uniti                                             | 25 p.ti     |
| Omnium dettagli                   | Annette Edmondson Australia                                                 | 192 p.ti      | Laura Trott Gran Bretagna                                              | 176 p.ti    | Kirsten Wild Paesi Bassi                                               | 175 p.ti    |